# Neothremma alicia
Neothremma alicia är en nattsländeart som beskrevs av Dodds och Hisaw 1925. Neothremma alicia ingår i släktet Neothremma och familjen Uenoidae. Inga underarter finns listade i Catalogue of Life.